# 西山英峻
西山 英峻（にしやま ひでたか、1928年10月10日 - 2008年11月7日）は、著名な日本人松濤館流 空手師範。
彼は国際的に認められた師範で、作家、管理者であり、日本空手協会の設立を支援した。西山は、松濤館空手の創始者である船越義珍の最後の教え子の一人。
1961年から2008年に死去するまでアメリカ合衆国に本拠を置き、その国では空手の先駆者となる。

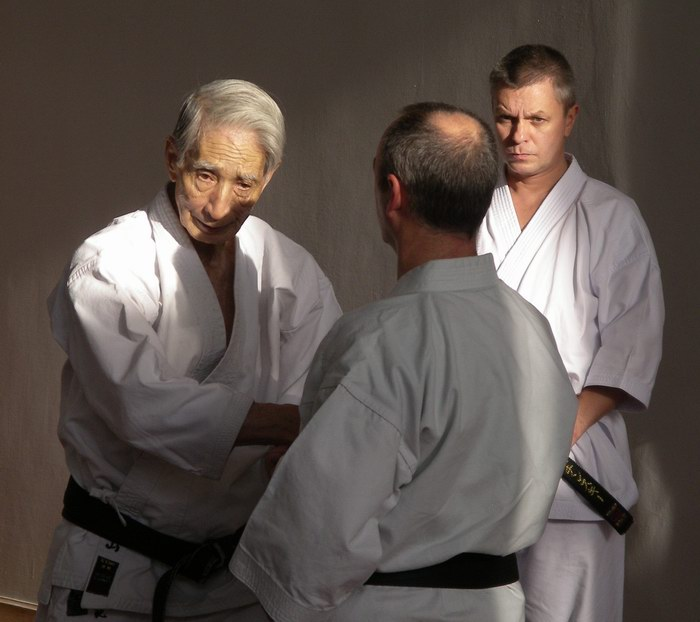
空手の教授を行う西山（2006年）

彼は死後空手十段のランクを与えられた。